# Grünes Gewölbe

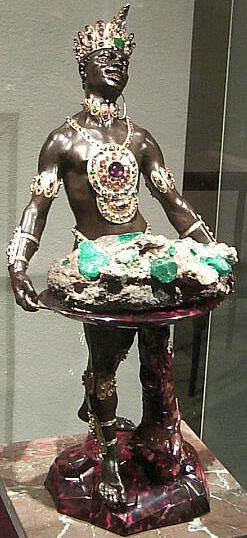
Maure au bloc d'émeraude.

Grünes Gewölbe (« la Voûte verte ») est le nom allemand du musée renfermant la plus importante collection de trésors en Europe, fondée en 1723 par le prince-électeur de Saxe Frédéric Auguste II, dit Auguste le Fort. Il est maintenant situé dans le château de la Résidence de Dresde en Saxe (Allemagne) et fait partie des Collections nationales de Dresde.
La Voûte verte (Grünes Gewölbe) est un « musée trésor » unique en Europe. Elle doit son existence à Auguste le Fort, qui joignit à sa collection d’objets précieux et de joyaux des œuvres d’art héritées datant de la Renaissance et du baroque. Ce sont
des merveilles de l’orfèvrerie, des parures de pierres précieuses, des chefs-d’œuvre faits d’ambre et d’ivoire, des récipients faits de pierres précieuses et des statuettes de bronze ingénieuses. Mais surtout, les œuvres des artistes de la cour - comme Permoser et Dinglinger - font de la Grünes Gewölbe une collection d’art inégalée.
Restaurée, la Voûte verte est maintenant divisée en deux parties: la Nouvelle voûte verte (Neues Grünes Gewölbe) depuis 2004 et la Voûte verte historique (Historisches Grünes Gewölbe) depuis 2006. Dans cette dernière, les objets précieux se présentent à nouveau, comme à l’origine, sous forme d’œuvre d’art baroque intégrale.
Le cambriolage de la voûte verte de Dresde se produit le 25 novembre 2019, au cours duquel des dizaines de parures en diamants et autres pierres précieuses sont dérobées.

## Histoire

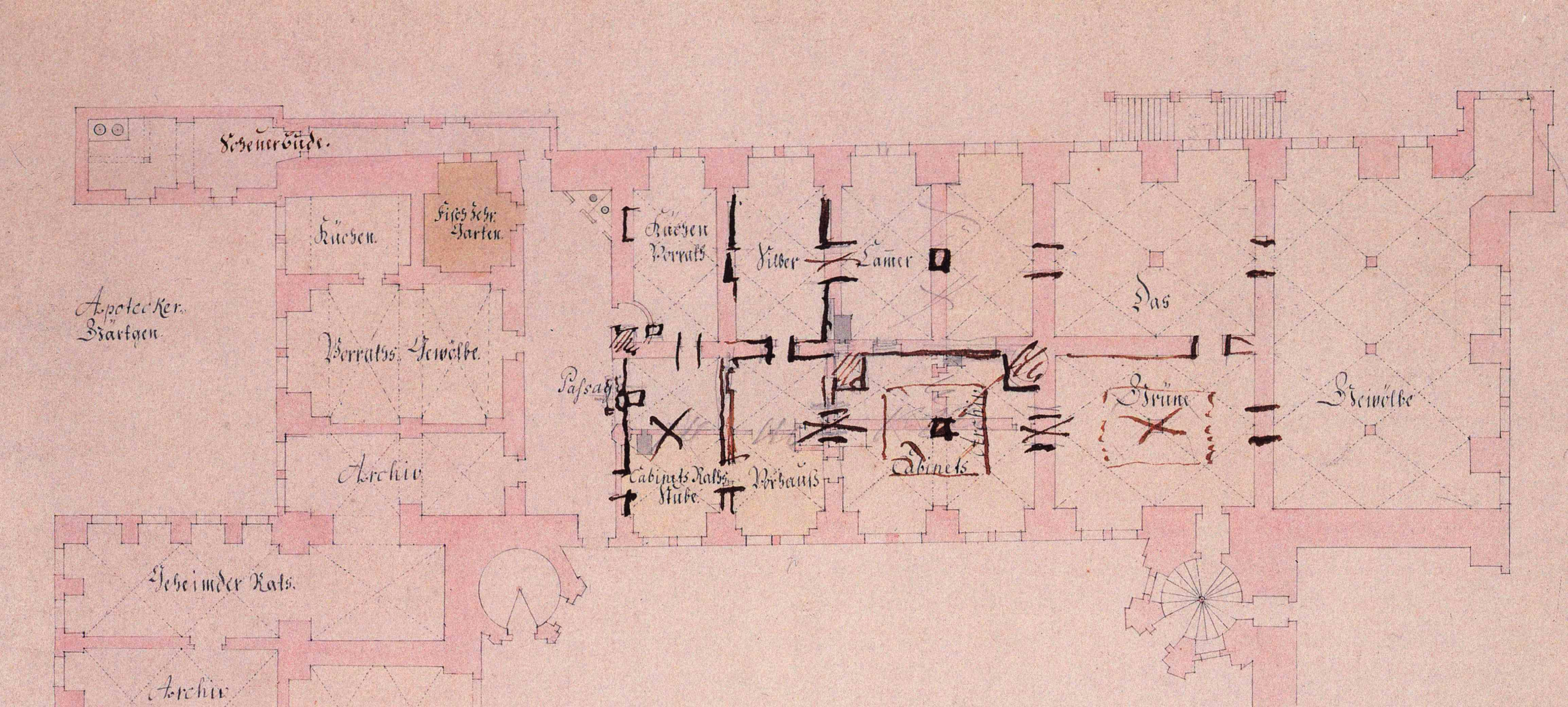
Plan original de 1727 avec les notes manuscrites de Auguste le Fort montrant ses intentions.

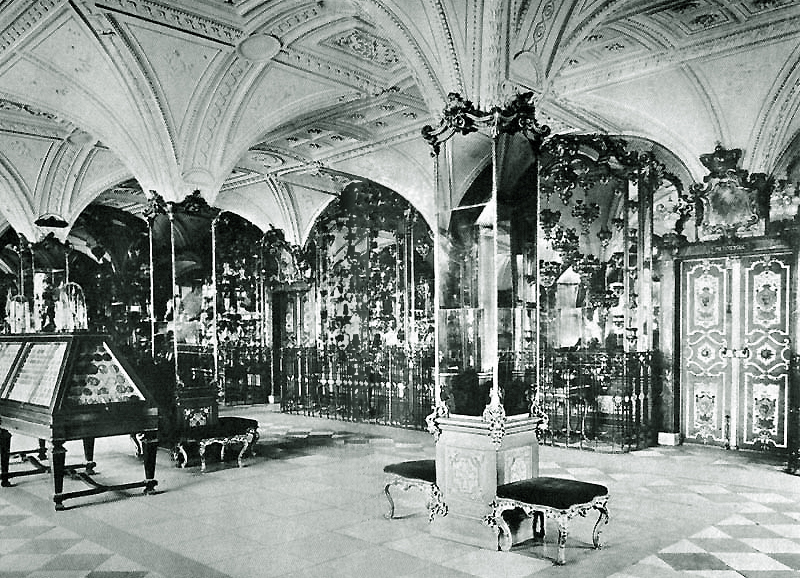
Vue du musée en 1904.

L’histoire de la Voûte verte remonte à l’année 1547, lorsque le prince électeur Maurice de Saxe fit construire une aile somptueuse dans la partie ouest de son château. Quatre salles furent ornées de magnifiques solives et les bases et chapiteaux des colonnes furent peints en vert malachite. Pour cette raison, on donna à ces salles le nom de Voûte verte, qu’on utilise encore aujourd’hui, bien que la couleur ne soit plus apparente. Mais cette enfilade de salles fut officiellement nommée la «garde secrète» (Geheime Verwahrung) à cause de ses murs épais de plusieurs mètres et de ses volets et portes de fer, qui devaient offrir une protection contre les vols et le feu,.
Tout au long du XVIIe siècle, ces salles furent utilisées par les princes électeurs de Saxe comme chambre de trésor secrète pour les bijoux précieux et les documents importants.
Entre 1723 et 1729, le prince électeur Frédéric Auguste I, dit Auguste le Fort, transforma les salles secrètes du trésor en musée public. Il fit aménager huit salles somptueuses dans lesquelles il rassembla ses trésors artistiques. La salle des objets précieux (Pretiosensaal) et le cabinet d’angle (Eckkabinet) font partie de l’inventaire de ce qui avait déjà été complété en 1725. En 1727, une extension est ajoutée. Un plan architectural de la même année montre les intentions d’Auguste le Fort par ses annotations personnelles sur l’aménagement des salles. Comme ce fut le cas pour la première phase de la construction, l’architecte Matthäus Daniel Pöppelmann construisit une structure artistique considérée comme un chef d’œuvre de l’architecture baroque allemande. Il s’agit d’une enfilade de huit salles reliées entre elles, dont la beauté architecturale complète l’abondance et la qualité des objets d’art qui y sont exposés. Auguste le Fort y exposa la collection entière de son trésor, qui comprenait des statues de bronze et des œuvres d’art en argent, or, ivoire et ambre. L’ordre dans lequel les salles sont visitées encore aujourd'hui fut planifié par Auguste le Fort, le point culminant étant la salle des objets précieux, qui rivalise de splendeur avec les objets magnifiques qu’elle contient. À la fin de son règne, qui dura presque quatre décennies, Auguste le Fort rendit son trésor accessible au public, une innovation sans précédent pour l’époque baroque.
Ces salles sont restées inchangées pendant près de deux siècles. À l’approche de la guerre, en 1938, les trésors de la Voûte verte furent transférés dans la Forteresse de Königstein.
La Voûte verte fut gravement endommagée le 13 février 1945, lors du bombardement de Dresde. Trois des huit salles furent entièrement détruites. À la fin de la guerre, en 1945, les trésors furent confisqués par l’Armée rouge et transportés en Union Soviétique. Après leur retour en 1958, une partie de la collection a été exposée dans l’Albertinum.
En 2004, la Nouvelle voûte verte ouvre ses portes au deuxième étage du château de la Résidence reconstruit. Son style moderne de présentation est centré sur les œuvres d’art. En 2006, la Voûte verte historique est à nouveau ouverte au public dans la magnifique enfilade des salles du premier étage, telle qu’elle était en 1733, c’est-à-dire au moment de la mort de son fondateur.
Le 25 novembre 2019 au matin, au moins deux cambrioleurs se sont introduits dans le musée pour y dérober des joyaux datant du XVIIIe siècle. Dans le butin, figurent une épée sertie de plus de neuf gros diamants et 770 plus petits, une épaulette garnie de plus de 200 diamants et une boucle faite de plus de 600 brillants. Le vol s'est déroulé alors que le système d'alarme du musée était désactivé et le quartier plongé dans l'obscurité après l'incendie d'un transformateur électrique proche du musée.
Mi-décembre 2020, Mohamed Remmo, l'un des suspects, est arrêté à Berlin-Neukölln. Quatre semaines avant, les enquêteurs de Berlin avaient arrêté trois suspects du milieu clanique criminel d'une grande famille d'origine arabe qui auraient commis l'intrusion dans la chambre forte verte en 2019. Originaire du Liban ou du sud de la Turquie selon les sources, la famille Remmo (de), serait responsable d’une série de vols parmi les plus spectaculaires commis outre-Rhin ces dernières années.

## Présentation actuelle
La collection complète contient plus de 4 000 objets d’art. Environ 1 100 objets se trouvent dans la Nouvelle voûte verte et environ 3 000 objets sont exposés dans la Voûte verte historique.
La Voûte verte historique est située au rez-de-chaussée du château de la Résidence de Dresde et la Nouvelle voûte verte se trouve au premier étage. Chaque musée mesure environ 2 000 m2. La Voûte verte historique est célèbre à cause des splendeurs des salles des trésors, qui sont en soi une œuvre d’art baroque. La Nouvelle voûte verte est quant à elle moderne, afin que l’attention du visiteur soit portée sur les objets en tant que tels plutôt que sur leur environnement.
L’accès à la Voûte verte historique est possible seulement avec un billet acheté à l’avance, et la visite doit être faite à l’heure indiquée sur le billet d’entrée. Un nombre limité de billets est aussi vendu sur place chaque matin. La Nouvelle voûte verte peut être visitée sans réservation.

## La Voûte verte historique
La Voûte verte historique possède environ 4 000 chefs-d’œuvre (bijoux et orfèvrerie, objets d’art en ivoire et en ambre, récipients taillés dans des pierres précieuses et d’élégantes figurines de bronze). Ces objets d’art sont présentés sans vitrines sur des murs ornés de miroirs, dans neuf salles en enfilade.
Ces salles de trésors furent construites entre 1723 et 1730 par Auguste le Fort. Elles sont la réalisation de sa vision d’un chef-d’œuvre baroque total (Gesamtkunstwerk). La présentation somptueuse du trésor des princes de Saxe dans des salles peintes en vert malachite se voulait l’expression de la richesse et du pouvoir absolu. À l’époque, un public choisi y avait déjà accès pour admirer les objets d’art. Auguste le Fort fit ainsi de cette collection un des premiers musées d’Europe.
Lors des bombardements de la ville en février 1945, la Voûte verte fut très endommagée. Elle fut laissée en ruines et de nombreux vols eurent lieu, notamment des consoles sur lesquelles reposaient les objets. À partir du début des années 2000, on procéda à la restauration de la Voûte verte, qui retrouva alors son état d'antan.

### Salles d’exposition

Plan de la Voûte verte historique.

La Voûte verte historique contient 9 salles et une voûte d’entrée.
1. Voûte d’entrée (Vorgewölbe) et le cabinet d’angle Luther : contiennent des œuvres du Moyen Âge et du début de la Renaissance ainsi que des photos de la Voûte verte avant la guerre.
2. Cabinet des objets en ambre (Bernsteinkabinett) : œuvres d’art en ambre.
3. Cabinet des objets en ivoire (Elfenbeinzimmer) : grande variété d’objets et de figurines sculptées dans l’ivoire.
4. Cabinet des objets en argent (Weißsilberzimmer) : objets d’art en argent, comprenant le service de table d’Auguste le Fort.
5. Cabinet des objets en vermeil (Sibervergoldete Zimmer) : récipients et objets d’art en vermeil et en or.
6. Salle des objets précieux (Pretiosensaal) et cabinet d’angle : salle entièrement recouverte de miroirs ; contient des récipients couverts de pierres précieuses, d’ambre et de coquillages. Certains de ces récipients sont faits à partir d’œufs d’autruches. Collection d’objets d’art taillés dans du cristal de roche.
7. Salle des armoiries (Wappenzimmer) : armoiries en cuivre et vermeil des provinces de Saxe; armoiries de Pologne.
8. Salle des joyaux (Juwelenzimmer) : joyaux de la royauté saxonne et polonaise. Contient la figurine du « Maure au bloc d’émeraude » ainsi que l’ « Obeliscus Augustalis ».
9. Salle des bronzes (Bronzezimmer) : ainsi appelée à cause des nombreuses statues en bronze dont elle est ornée.
10. Salle des bronzes de la Renaissance (Raum der Renaissancebronzen).

## La Nouvelle voûte verte

Plan de la Nouvelle voûte verte.

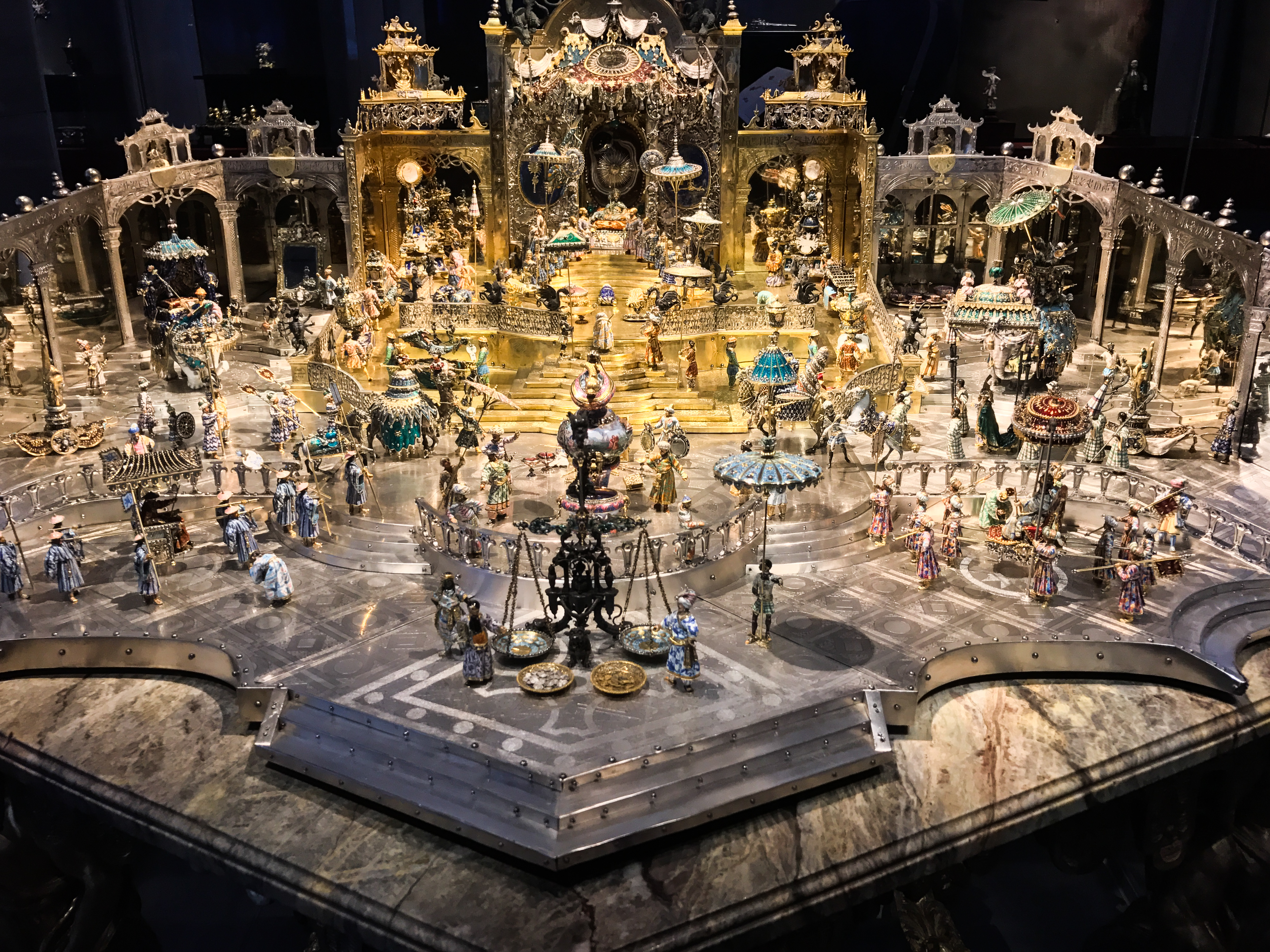
La Cour du Grand Moghol Aurangzeb.

La Nouvelle voûte verte complète la Voûte verte historique. Elle contient les œuvres uniques de l’orfèvre royal Johan Melchior Dinglinger et d’autres œuvres incomparables de l’orfèvrerie baroque. Les quelque 1100 chefs-d’œuvre de la collection sont présentés dans des salles neutres afin que l’attention soit uniquement portée sur les objets d’art.

### Salles d’exposition
La Nouvelle voûte verte contient 12 salles.
1. Salle des objets d’art Renaissance (Saal der Kunststücke) : œuvres d’art de la deuxième moitié du XVIe siècle.
2. Cabinet des miniatures (Mikro-Kabinett) : chefs-d’œuvre de la sculpture miniature, comme le noyau de cerise au 185 visages sculptés.
3. Cabinet des cristaux de roche (Kristall-Kabinett): objets taillés dans du cristal de roche provenant de Fribourg-en-Brisgau et de Milan ; verre de Venise.
4. Première salle des princes électeurs (Erster Raum der Kurfürsten) : trésors de la première moitié du XVIIe siècle comme la « Grande frégate supportée par le dieu des mers ».
5. Deuxième salle des princes électeurs (Zweiter Raum der Kurfürsten) : trésors de la deuxième moitié du XVIIe siècle, dont des horloges et des récipients en cristal de roche.
6. Salle des préciosités de la collection royale (Raum der königlichen Pretiosen) : objets de perles et d’ivoire, horloges et montres.
7. Salle Dinglinger (Dinglinger-Saal) : œuvres créées par l’orfèvre Johann Melchior Dinglinger comme le service à café en or, La Cour du Grand Moghol Aurangzeb et le Bain de Diane.
8. Cabinet des émaux (Email Kabinett) : émaux miniatures et un grand émail peint représentant Cléopâtre.
9. Salle des préciosités itinérantes (Raum der reisenden Pretiosen) : exposition des contenants originaux qui servaient à transporter les objets d’art. Ces contenants épousaient exactement la forme des objets qu’ils devaient contenir.
10. Salle Neuber (Neuber-Raum) : contient des chefs-d’œuvre de Johann Christian Neuber, comme les fragments d’une cheminée décorative.
11. Salle Sponsel (Sponsel-Raum) : salle pour les expositions spéciales.
12. Cabinet Watzdorf (Watzdorf-Kabinett) : parure avec le diamant vert de Dresde, le plus gros diamant vert naturel à avoir été trouvé.

## Galerie

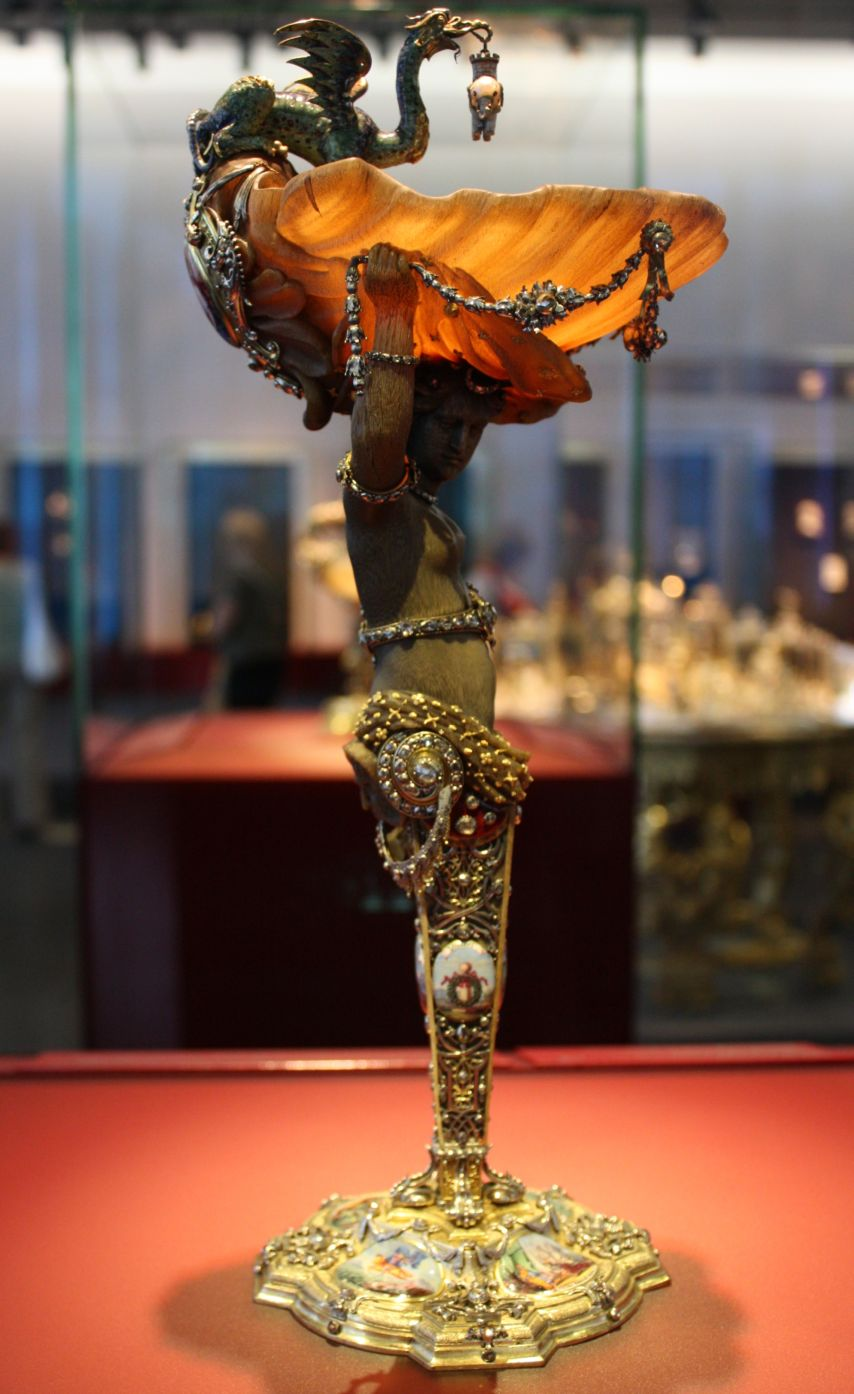
Pokal avec l'Ethiopien
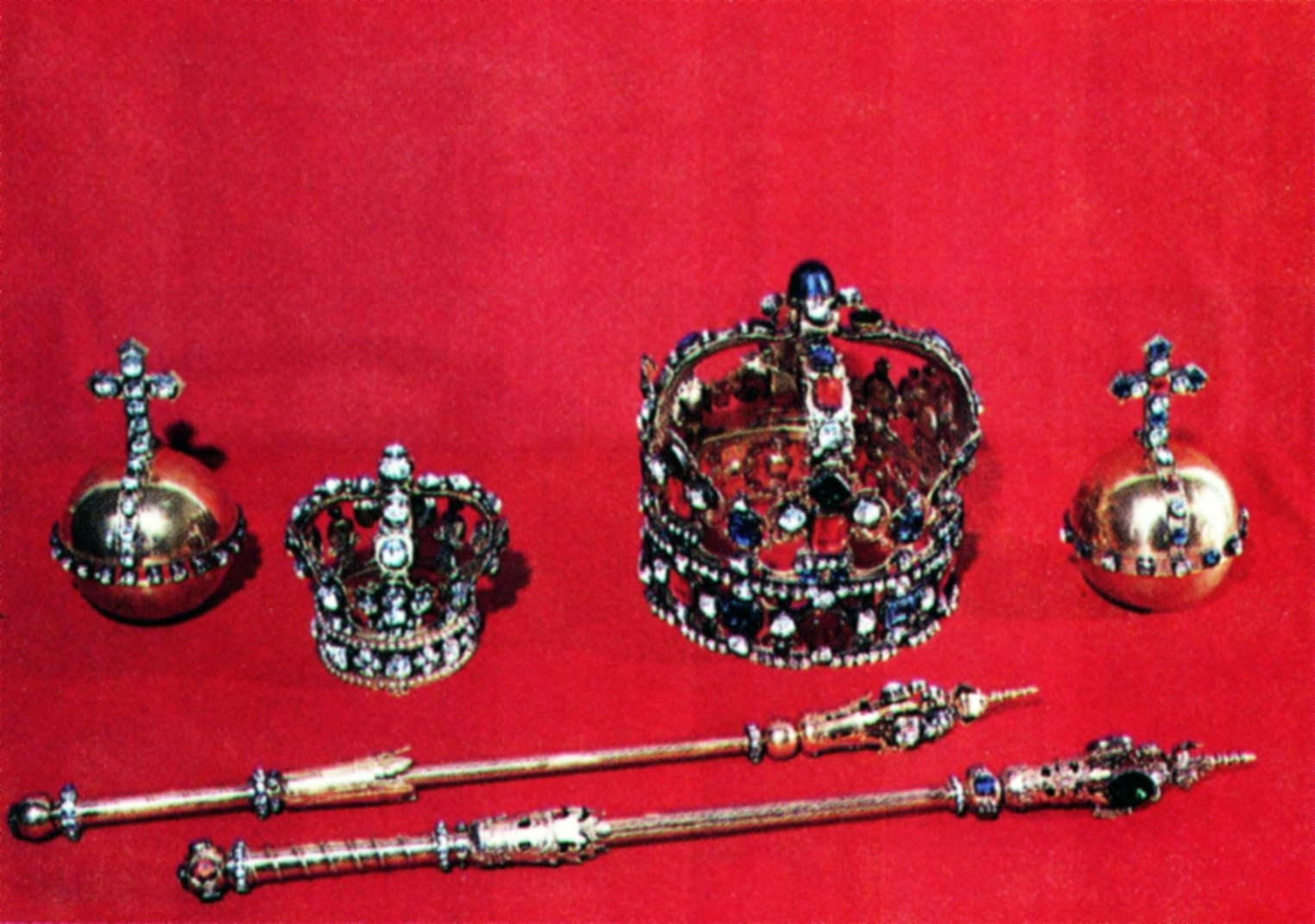
Les Regalia d'Auguste III
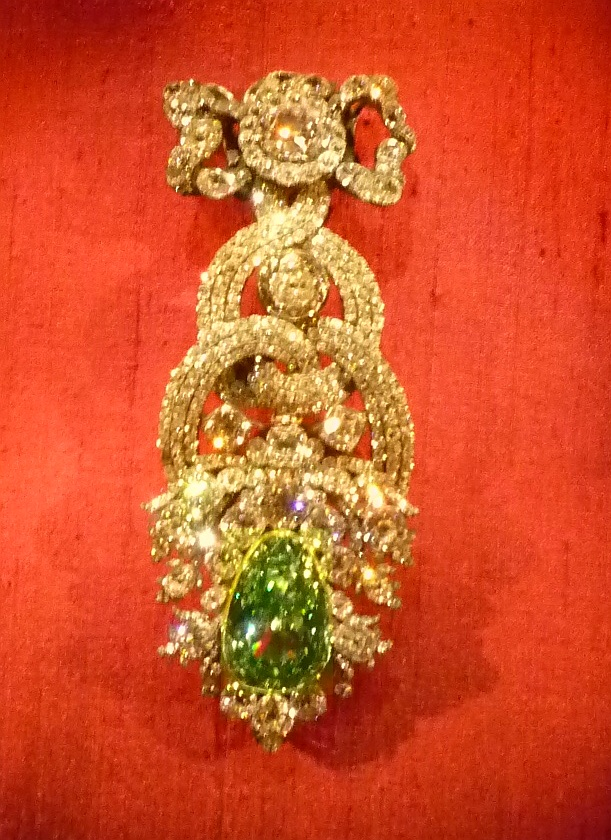
Diamant Vert de Dresde
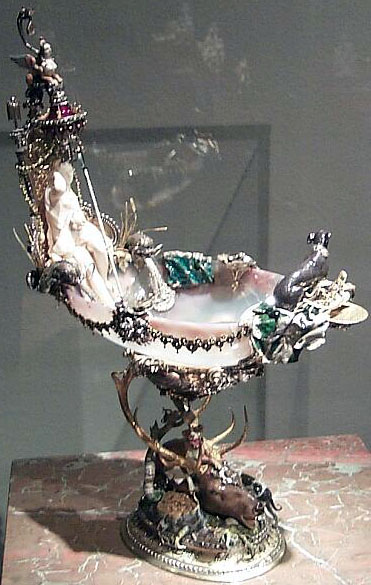
Le Bain de Diane
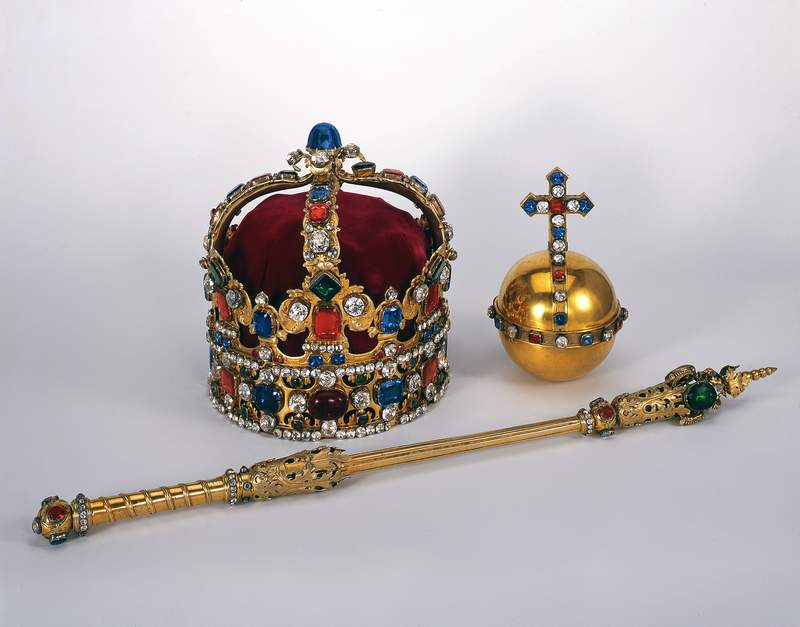
Regalia d'Auguste III
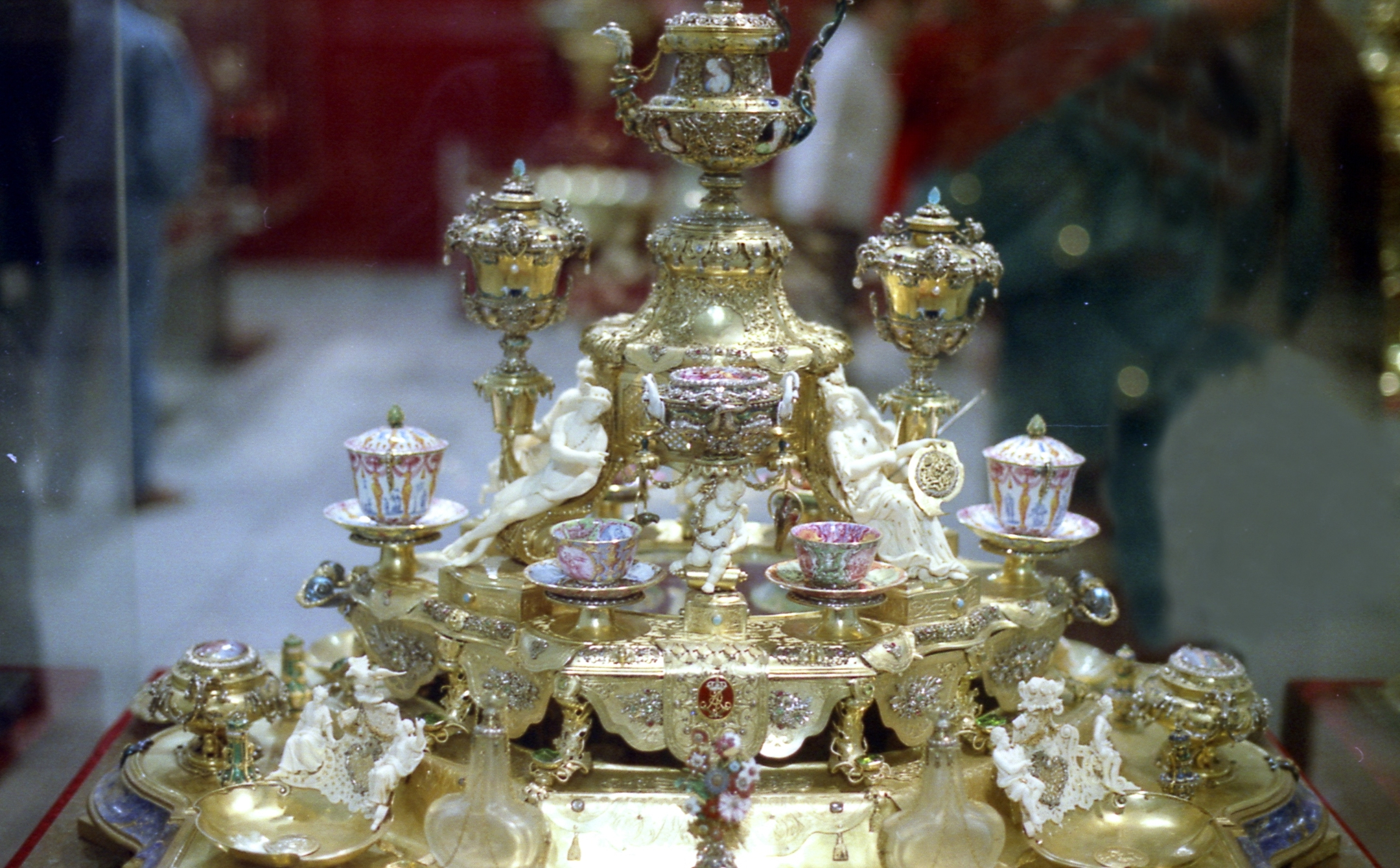
Service à café